# スイス国鉄RABe512形電車
スイス国鉄RABe512形電車（スイスこくてつRABe512がたでんしゃ）は、スイスの国有鉄道であるスイス連邦鉄道（スイス国鉄）が所有する鉄道車両。同国の鉄道車両メーカーであるシュタッドラー・レールが展開する2階建て車両ブランド「KISS」の1車種で、スイス国鉄からは「IR-DOSTO」という愛称が付けられている。

## 概要
2021年4月、スイス国鉄は地域間列車「インターレギオ（InterRegio、IR）」の増発や旧型車両の置き換え、それに伴うバリアフリーの促進を図るため、シュタッドラー・レールとの間に2階建て電車を60編成発注した。これを受け、シュタッドラー・レールが製造するのがRABe512形である。
全長151,880 mmの6両編成で、パンタグラフを搭載した2両の電動制御車と4両の付随車による編成を組む。台車は誘導電動機を備えた動力台車、付随台車共に空気ばねを用いた台車を採用し、乗り心地の快適さが図られている。また、車両の構造についてはヨーロッパの鉄道の標準規格「TSI」に適合している他、列車総合システム「ETCS」に適合している、シュタッドラー・レールが開発した「Guardia」システム（レベル3）も搭載している。
車内レイアウトは長距離の利用を前提にしており、車椅子が設置可能なエリア、自転車やウィンタースポーツ用具、ベビーカーなどが設置可能なフリースペース、大型荷物置き場などが設けられている。環境に配慮したバイオリアクタータイプのトイレは編成内に5箇所存在し、うち1箇所は1階部分に設置されたバリアフリー対応トイレとなっている。それ以外にも、車椅子での乗降が容易な広幅の乗降扉や利用しやすい構造の折り畳み座席、手すりなど、各部にバリアフリーを意識した設計が取り入れられている。座席は1等座席、2等座席が設けられており、1等座席は1 + 2人掛け、2等座席は2 + 2人掛けのクロスシートを基本としている他、全ての座席には充電用のコンセントが設けられている。

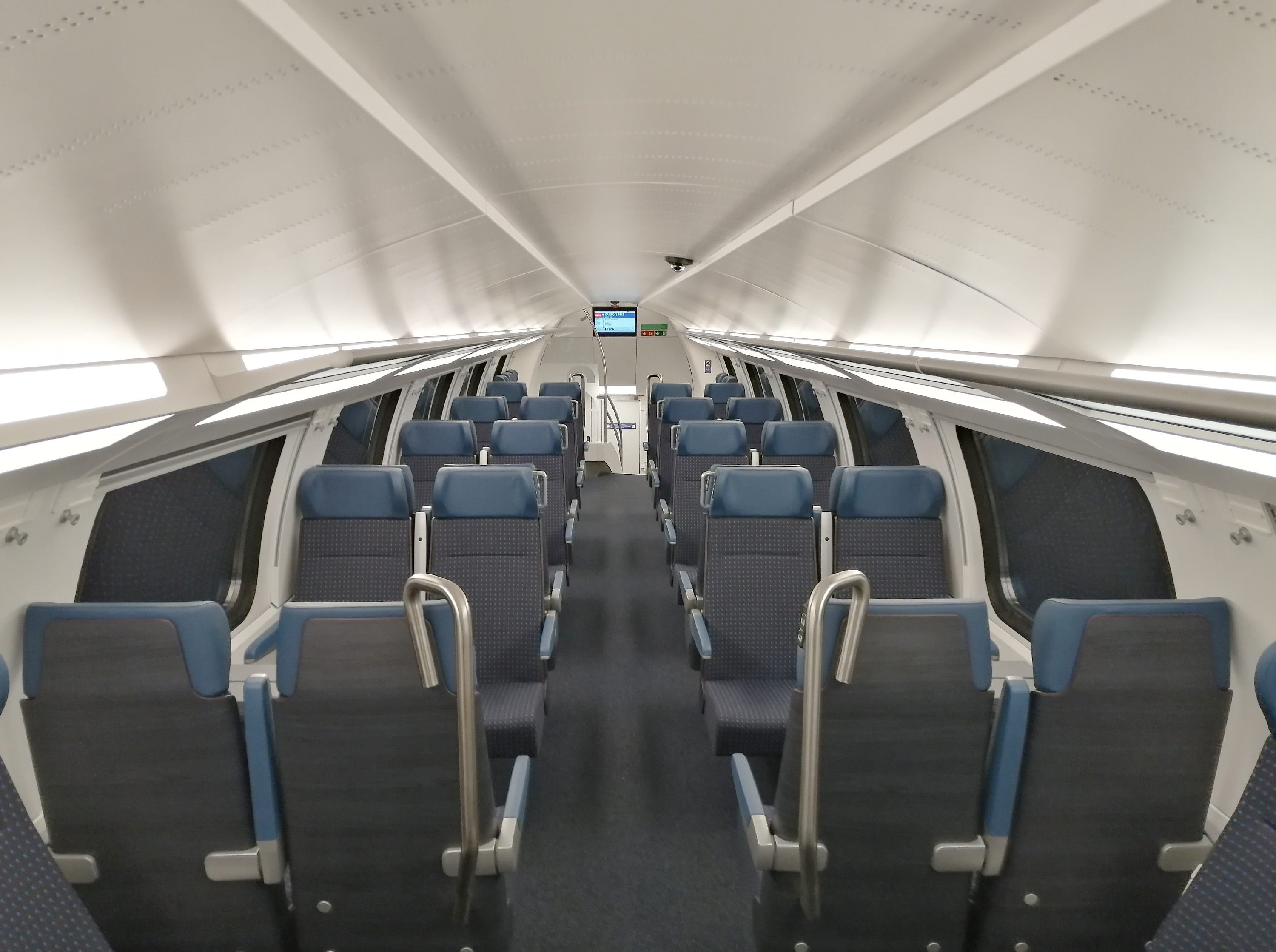
車内（2階）

最初の編成（4編成）はチューリッヒ（チューリッヒ中央駅）とシャフハウゼンを結ぶ系統に投入され、2023年7月17日から営業運転を開始した。以降、41編成がチューリッヒを中心としたインターレギオの系統に導入され旧型電車を置き換える一方、19編成がチューリッヒ地域や南部のフランス語圏にあたる地域の路線の輸送力増強に用いられる。全編成の導入が完了するのは2026年末を予定している。